# La Dernière Femme sur Terre
 (août 2025).
Pour plus de détails, voir Fiche technique et Distribution.
La Dernière Femme sur Terre (Last Woman on Earth) est un film américain réalisé par Roger Corman, sorti en 1960.

## Synopsis
Un couple et leur avocat partent faire une croisière sur leur yacht, suivie d'une excursion sous-marine au moment même où, en surface, les plantes arrêtent de produire de l'oxygène durant quelques minutes. Une fois de retour, ils découvrent que l'humanité est morte asphyxiée et qu'ils sont les trois seuls survivants.

## Fiche technique
- Titre : La Dernière Femme sur Terre
- Titre original : Last Woman on Earth
- Réalisation : Roger Corman
- Scénario : Robert Towne
- Production : Roger Corman
- Musique : Ronald Stein
- Photographie : Jacques R. Marquette
- Montage : Anthony Carras
- Direction artistique : Floyd Crosby
- Pays d'origine :  États-Unis
- Format : Couleurs - 2,35:1 - Mono - 35 mm
- Genre : Horreur, science-fiction
- Durée : 64 minutes (version couleur d'origine), 71 minutes (version télévisée en noir et blanc)
- Date de sortie : septembre 1960 (États-Unis)

## Distribution
- Betsy Jones-Moreland : Evelyn Gern
- Antony Carbone : Harold Gern
- Robert Towne : Martin Joyce

## Autour du film
- Le tournage s'est déroulé à Porto Rico.
- Roger Corman ayant l'habitude de profiter au maximum de ses décors en y tournant plusieurs films, il a donc enchaîné sur La Créature de la mer hantée (1961) après avoir terminé La Dernière Femme sur Terre, tout en gardant la même équipe technique et les mêmes acteurs[1].
- Tout comme dans Le Monde, la Chair et le Diable (1959) sorti un an plus tôt, deux hommes et une femme découvrent qu'ils sont les seuls survivants de la race humaine.
- Premier film et premier scénario de Robert Towne qui sera, par la suite, l'auteur de La Dernière Corvée (1973), Chinatown (1974), Shampoo (1975) ou Greystoke, la légende de Tarzan (1984).